# Brian McDermott
Brian James McDermott (nacido el 8 de abril de 1961 en Slough, Inglaterra) es un entrenador de fútbol y exfutbolista inglés.
Firmó por el Arsenal F. C. como juvenil en 1977, y llegó a jugar en clubes como el Fulham F. C., I. F. K. Norrköping, Oxford United, Huddersfield Town, Cardiff City, Exeter City Football Club y Yeovil Town durante sus catorce de carrera como futbolista, que se desarrollaron entre los años ochenta y noventa. En el I. F. K. Norrköping recibió el premio al Futbolista del Año en Suecia el año 1984. Su carrera como jugador la acabó en el Slough Town F. C., el año 1995. En la temporada siguiente, fue nombrado entrenador de ese equipo, en el que tuvo algunos años exitosos en la conferencia.
El año 2009 llegó a dirigir al Reading F. C.. En su primera temporada con el equipo, llevó a estos a los cuartos de final de la FA Cup por primera vez en sus ochenta y tres años de historia, en un camino en el que incluso eliminaron al Liverpool F. C. en Anfield. En la temporada siguiente repitieron el logro, esta vez con una victoria sobre los rivales de ciudad del Liverpool, el Everton F. C.. 

## Carrera como jugador
Nacido en Slough, Berkshire, es hijo de padres irlandeses. Su padre es oriundo del Condado de Sligo y su madre del Condado de Clare.
McDermott llegó al Arsenal F. C. como juvenil en enero de 1977, y firmó profesionalmente en febrero de 1979. Jugó asiduamente en el equipo de reserva del Arsenal, en el que acabó como goleador de la London Combination durante la temporada 1978-79, tiempo antes de su debut como sustituto contra el Bristol City, el 10 de marzo de 1979. El jugador no consiguió un puesto en el primer equipo hasta la temporada 1980-81, en la que logró cuarenta y cinco apariciones (14 en las categorías inferiores) entre todas las competiciones.
No pudo igualar su ritmo goleador en el primer equipo, y en las temporadas 1982–83 y 1983–84 tuvo menos oportunidades, ya que el club lo cedió dos veces durante el período: primero al Fulham durante 1983 y luego al I. F. K. Norrköping entre abril y septiembre de 1984, donde se le galardonó con el premio al Mejor futbolista del año en Suecia. McDermott finalmente aseguró su traspaso al Oxford United en diciembre de 1984, tras hacer setenta y dos apariciones por el Arsenal, con el que marcó trece goles.

## Carrera como técnico
Tras ser director técnico en el Slough Town F. C. y en Woking, McDermott firmó como cazatalentos del Reading en septiembre del 2000, tras dejar el cargo su antecesor, Maurice Evans. También acabó por convertirse en el entrenador de la sub-19 y de las reservas, antes de asumir como director interino del primer equipo en enero de 2010 tras la salida de Brendan Rodgers. Su primer partido en el banquillo fue en el empate 1-1 contra el Bristol City. 
En 2011 no pudo lograr el ascenso a la Premier League, ya que cayó por 4-2 ante el Swansea City en los play-offs.
Finalmente, el 17 de abril de 2012, sí consiguió el ascenso a la Premier League con el Reading al ganar por 1-0 al Nottingham Forest.
Fue despedido el 11 de marzo de 2013, dejando al equipo en penúltimo lugar de la clasificación. 